# Olivier Panis
Olivier Panis (Lyon, 1966. szeptember 2. –) francia autóversenyző, az 1993-as nemzetközi Formula–3000-es sorozat bajnoka, valamint az 1996-os monacói nagydíj győztese.

## Pályafutása
1989-ben megnyerte a francia Formula–Renault sorozatot. Ezt követően két évig Formula–3-as versenyeken indult. Leginkább a francia bajnokságban szerepelt, de részt vett a makaói, valamint a monacói nagydíjakon is ez idő alatt. 1990-ben negyedik lett a francia sorozatban, az 1991-es szezont pedig másodikként zárta. Olivier öt futamgyőzelmet szerzett az évben, és mindössze tizenhét ponttal maradt alul a bajnok Christophe Bouchut-val szemben.
1992-ben és 1993-ban a nemzetközi Formula 3000-es széria futamain indult. Első évében kétszer állt dobogóra, ezt leszámítva viszont egyszer sem volt pontszerző; tizedik lett az összetettben. 1993-ban Franck Lagorce csapattársa volt a DAMS-istállónál. Az év során Pedro Lamy-val, és David Coulthardal küzdött a bajnoki címért. Olivier három futamon ért célba elsőként. Végül megnyerte a bajnoki címet, egy ponttal Lamy héttel Coulthard előtt.

### Formula–1

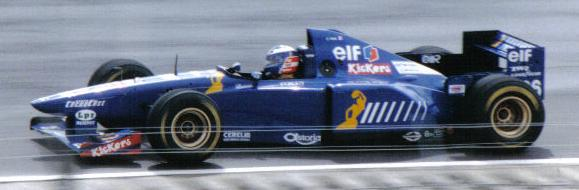
A Ligier-istálló autójában az 1995-ös brit nagydíjon

1994-ben, 27 évesen debütált a Formula–1-es világbajnokságon. Első évében a francia Ligier csapatánál versenyzett. A német nagydíjon másodikként ért célba Gerhard Berger mögött, ezentúl pedig még összesen két futamon ért be pontszerző helyen. A francia nagydíjat leszámítva a szezon összes futamát teljesítette; a portugál nagydíjon kilencedik volt, később azonban kizárták. A bajnokságban a tizenegyedik helyet szerezte meg.
A következő két évben maradt a Ligiernél. Az 1995-ös szezonban kiegyensúlyozott teljesítményt nyújtva, a futamok nagy részét az első tíz között zárta. Egy alkalommal újfent dobogóra állt. A szezonzáró ausztrál versenyen a tizenkettedik helyről rajtolva végül második lett Damon Hill mögött. Tizenhat pontjával nyolcadik volt a pontversenyben az év végén.
1996-ban, Monte Carloban megszerezte egyetlen futamgyőzelmét a sorozatban, ő volt az utolsó francia futamgyőztes 2020-ig, mert az Alpha Tauris Pierre Gasly megnyerte az olasz nagydíjat. Olivier csak a tizennegyedik helyről rajtolt a futamon, azonban a mezőny tagjai sorra hibáztak a nehéz körülmények miatt. Panis egy jól taktikázott kerékcsere után jutott nagy előnyhöz a többiekkel szemben. Az első helyen többször váltották egymást a pilóták. Michael Schumacher már az első körben kipördült a nedves pályán. Ezután sokáig Damon Hill vezette a versenyt, míg a 40. körben motorhiba miatt ki nem esett. Jean Alesi a hatvanadik körben esett ki az élről, és ekkor vette át Panis a vezető pozíciót. A célig megtartotta helyét, és megszerezte a győzelmet. A futam a egyébiránt a tervezett 78 kör helyett, csak 75 körös lett, mivel a verseny időtartama túllépte a két órás limitet. Panis-nak nem volt más kiemelkedő eredménye a szezonban, kilencedik lett a végelszámolásnál.

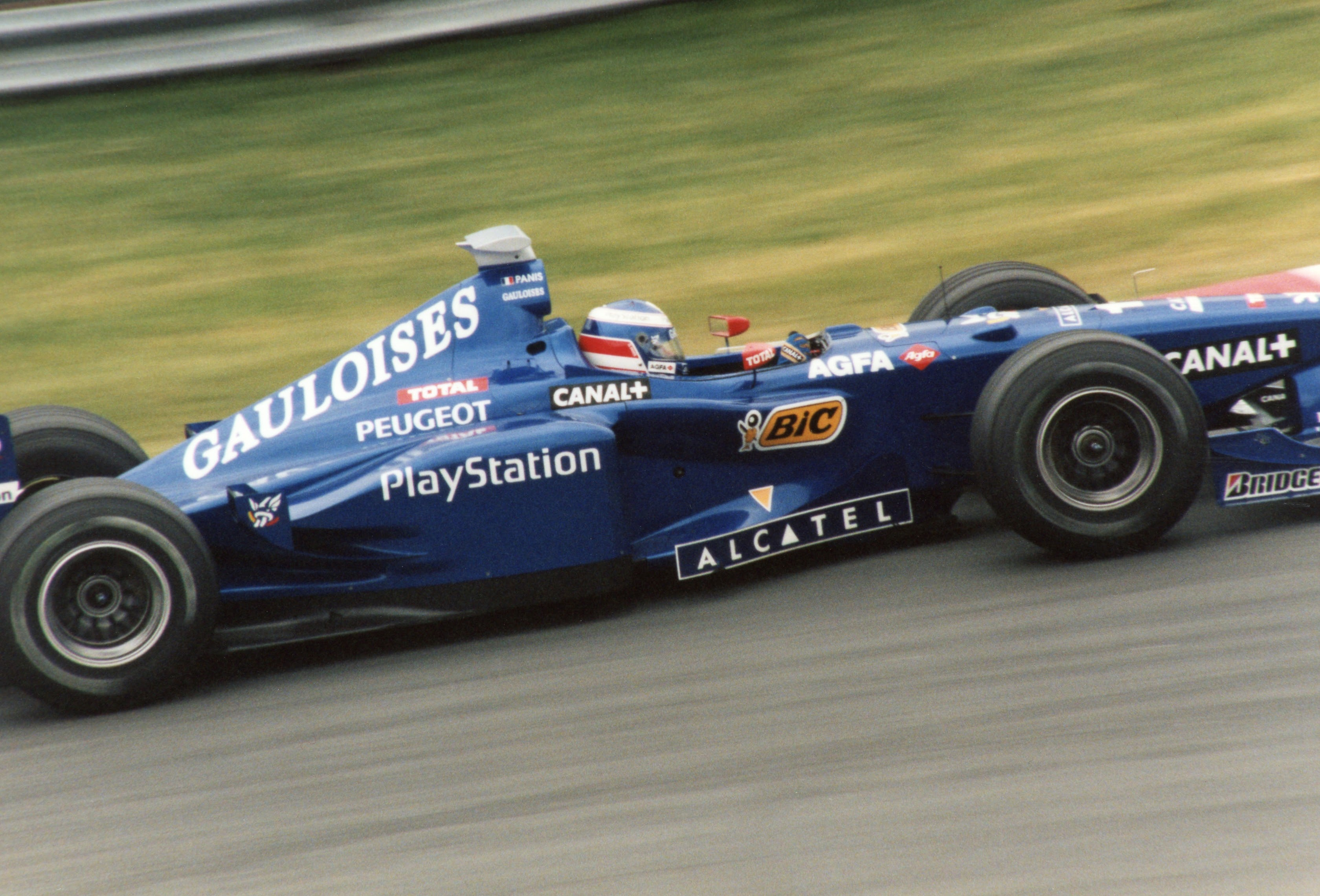
Prost Grand Prix-vel 1998-ban a kanadai nagydíjon

A Ligier-istállóból Prost Grand Prix lett 1997-re, miután a négyszeres világbajnok Alain Prost felvásárolta a csapatot. Panis továbbra is maradt az alakulatnál. Már a brazil nagydíjon dobogóra állt, és ezt a teljesítményét megismételte a spanyol futamon is. A szezon hetedik versenyén, Kanadában egy baleset következtében eltörte a lábát,  és hét versenyt ki kellett hagynia. A szezon utolsó három versenyére tért vissza, ekkor azonban már csak egyszer tudott pontszerzőként végezni. A következő két évben is a Prost-istálló pilótája volt. Az 1998-as és az 1999-es szezonban nem ért el nagyobb sikereket. A 98-as idényben még csak pontot sem szerzett, 1999-ben pedig két hatodik pozíció volt a legjobb eredménye.

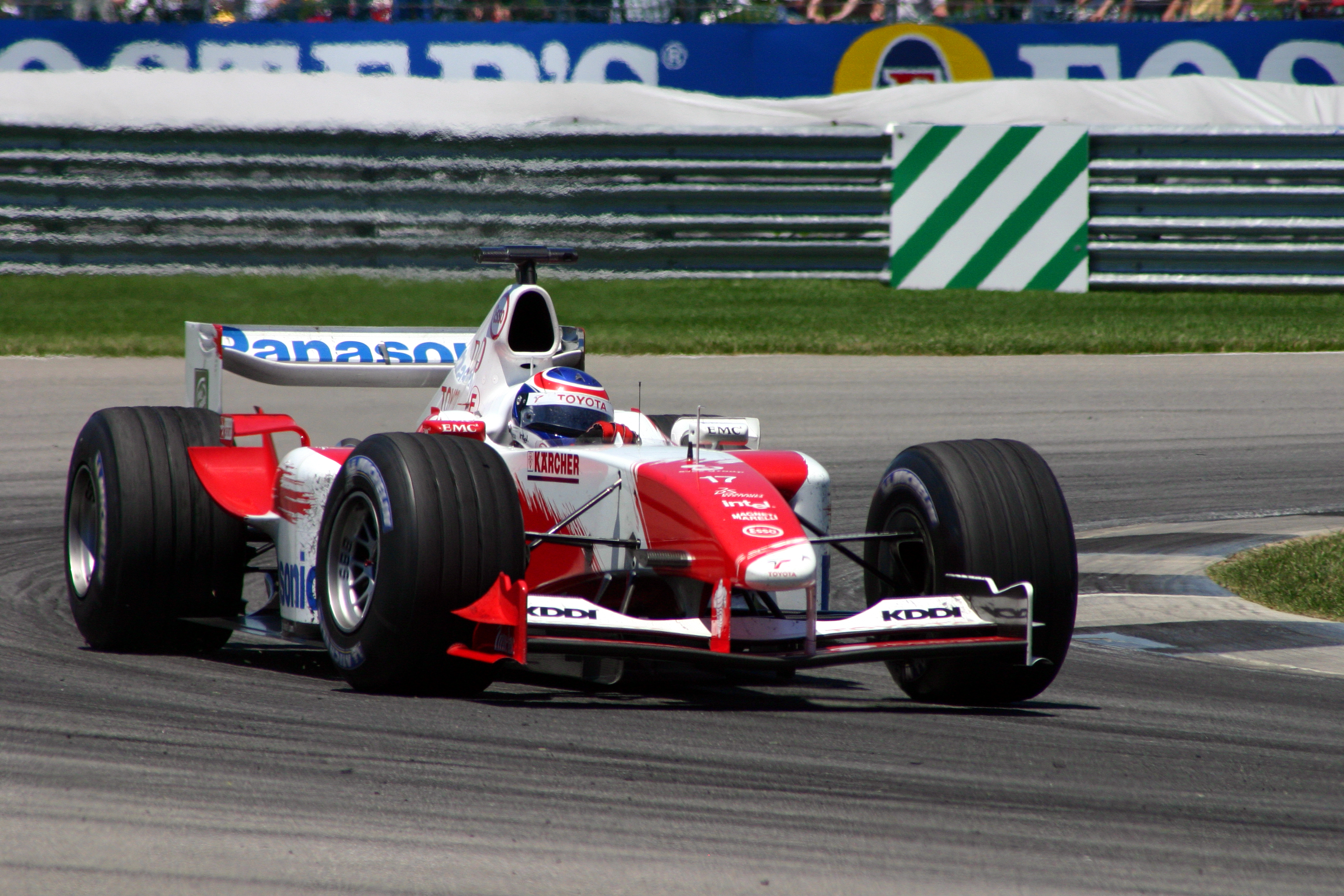
150. világbajnoki versenyén, 2004-ben az amerikai nagydíjon

2000-ben a McLaren csapat tesztpilótája volt, majd 2001-re leszerződtette őt a BAR-Honda csapata a 2000-ben gyengén teljesítő Ricardo Zonta helyére. Panis több pontot is szerzett, teljesítménye azonban így is alulmaradt csapattársával, Jacques Villeneuve-vel szemben. 2002-ben sem volt sikeresebb, és 2003-ra újfent csapatot váltott. Két évet töltött a Toyota csapatánál, ám itt sem tudott jobb eredményeket elérni. Utolsó versenyén, a 2004-es japán nagydíjon 37 éves volt, amivel magasan ő volt a mezőny legidősebb pilótája.
2005-ben és 2006-ban, mint tesztpilóta a Toyotánál maradt.

### Formula–1 után

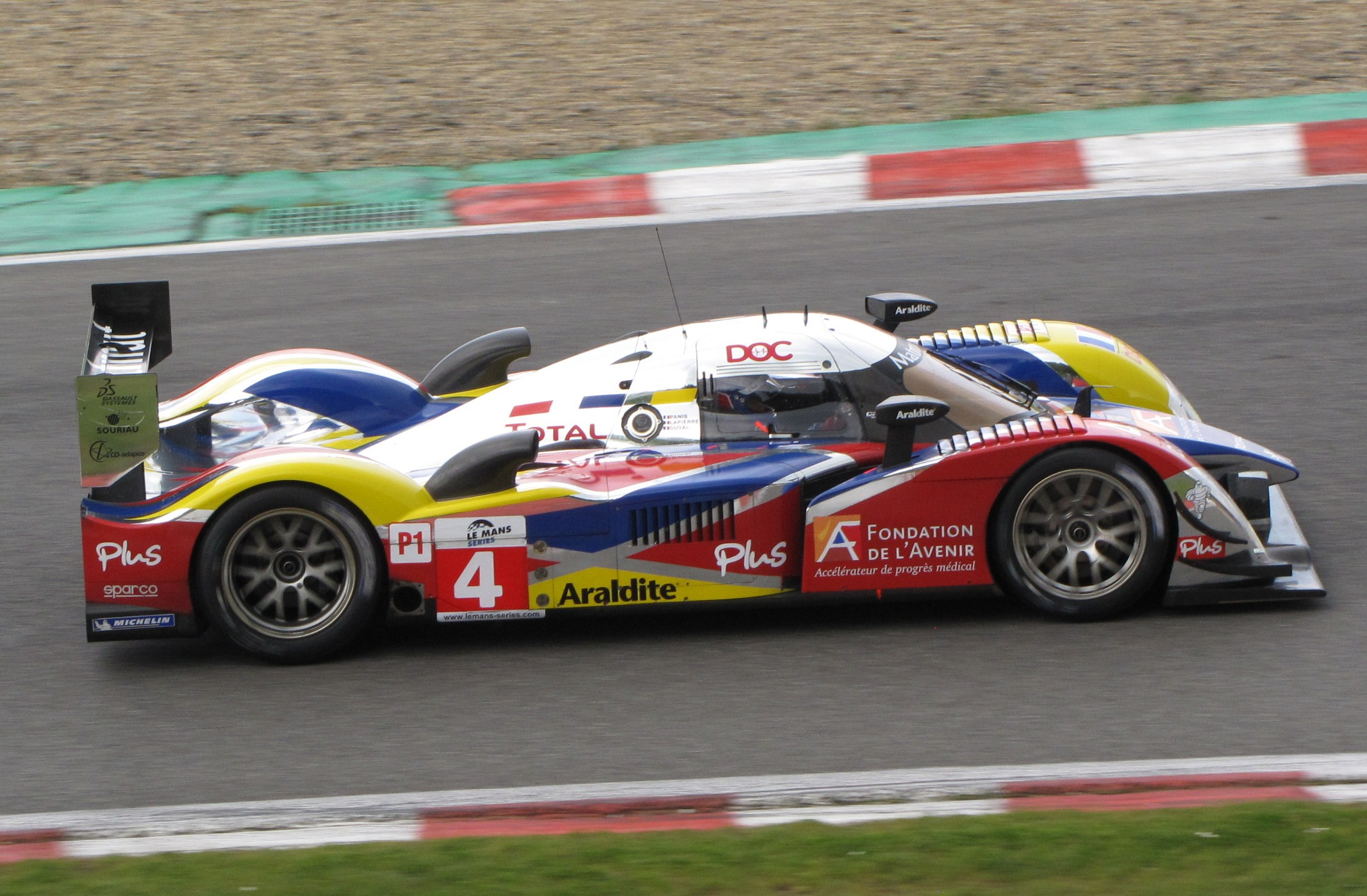
2010-ben a Spa-i 1000 kilométeresen

2008 óta különböző túraautó-versenyeken, valamint megbízhatósági futamokon indul, ezentúl az Andros Trophée nevezetű sorozatban is részt vesz.
Az Oreca csapatával rendszeresen rajthoz áll a Le Mans-i 24 órás viadalokon. A 2009-es futamon két honfitársával, Nicolas Lapierre-el és Soheil Ayarival az ötödik helyen értek célba.
Rendszeres résztvevője a Le Mans-széria futamainak is, ezeken két győzelmet is jegyez; 2009-ben a silverstone-i 1000 kilométeres, 2010-ben pedig a d'Algarve-i 1000 kilométeres versenyt nyerte meg. Mind a két futamot Nicolas Lapierre váltótársaként teljesítette.

## Eredményei
Teljes eredménysorozata a nemzetközi Formula–3000-es szériában
(Táblázat értelmezése)

(Félkövér: pole-pozícióból indult; dőlt: leggyorsabb kört futott) 

| Év   | Csapat   | Modell      | Motor         | 1     | 2      | 3      | 4      | 5      | 6      | 7      | 8      | 9      | 10    | Helyezés | Pont |
| ---- | -------- | ----------- | ------------- | ----- | ------ | ------ | ------ | ------ | ------ | ------ | ------ | ------ | ----- | -------- | ---- |
| 1992 | Apomatox | Reynard/92D | Ford Cosworth | SIL 3 | PAU Ki | CAT 7  | PER Ki | HOC 20 | NÜR Ki | SPA Ki | ALB Ki | NOG Ki | MAG 2 | 10.      | 10   |
| 1993 | DAMS     | Reynard/93D | Ford Cosworth | DON 3 | SIL 6  | PAU Ki | PER Ki | HOC 1  | NÜR 1  | SPA 1  | MAG 10 | NOG Ki |       | 1.       | 32   |

Teljes Formula–1-es eredménysorozata
(Táblázat értelmezése)

(Félkövér: pole-pozícióból indult; dőlt: leggyorsabb kört futott) 

| Év   | Csapat                   | Modell        | Motor                         | 1      | 2      | 3      | 4      | 5      | 6      | 7      | 8       | 9      | 10     | 11     | 12     | 13      | 14     | 15     | 16     | 17     | 18  | 19  | Helyezés | Pont |
| ---- | ------------------------ | ------------- | ----------------------------- | ------ | ------ | ------ | ------ | ------ | ------ | ------ | ------- | ------ | ------ | ------ | ------ | ------- | ------ | ------ | ------ | ------ | --- | --- | -------- | ---- |
| 1994 | Ligier Gitanes Blondes   | Ligier JS39B  | Renault RS6 3.5 V10           | BRA 11 | PAC 9  | SMR 11 | MON 9  | ESP 7  | CAN 12 | FRA Ki | GBR 12  | GER 2  | HUN 6  | BEL 7  | ITA 10 | POR Kiz | EUR 9  | JPN 11 | AUS 5  |        |     |     | 11.      | 9    |
| 1995 | Ligier Gitanes Blondes   | Ligier JS41   | Mugen Honda MF301 3.0 V10     | BRA Ki | ARG 7  | SMR 9  | ESP 6  | MON Ki | CAN 4  | FRA 8  | GBR 4   | GER Ki | HUN 6  | BEL 9  | ITA Ki | POR Ki  | EUR Ki | PAC 8  | JPN 5  | AUS 2  |     |     | 8.       | 16   |
| 1996 | Ligier Gauloises Blondes | Ligier JS43   | Mugen Honda MF301HA 3.0 V10   | AUS 7  | BRA 6  | ARG 8  | EUR Ki | SMR Ki | MON 1  | ESP Ki | CAN Ki  | FRA 7  | GBR Ki | GER 7  | HUN 5  | BEL Ki  | ITA Ki | POR 10 | JPN 7  |        |     |     | 9.       | 13   |
| 1997 | Prost Gauloises Blondes  | Prost JS45    | Mugen Honda MF301HA/B 3.0 V10 | AUS 5  | BRA 3  | ARG Ki | SMR 8  | MON 4  | ESP 2  | CAN 11 | FRA     | GBR    | GER    | HUN    | BEL    | ITA     | AUT    | LUX 6  | JPN Ki | EUR 7  |     |     | 9.       | 16   |
| 1998 | Gauloises Prost Peugeot  | Prost AP01    | Peugeot A16 3.0 V10           | AUS 9  | BRA Ki | ARG 15 | SMR 11 | ESP 16 | MON Ki | CAN Ki | FRA 11  | GBR Ki | AUT Ki | GER 15 | HUN 12 | BEL NI  | ITA Ki | LUX 12 | JPN 11 |        |     |     | -        | 0    |
| 1999 | Gauloises Prost Peugeot  | Prost AP02    | Peugeot A18 3.0 V10           | AUS Ki | BRA 6  | SMR Ki | MON Ki | ESP Ki | CAN 9  | FRA 8  | GBR 13  | AUT 10 | GER 6  | HUN 10 | BEL 13 | ITA 11  | EUR 9  | MAL Ki | JPN Ki |        |     |     | 15.      | 2    |
| 2001 | Lucky Strike BAR Honda   | BAR 003       | Honda RA001E 3.0 V10          | AUS 7  | MAL Ki | BRA 4  | SMR 8  | ESP 7  | AUT 5  | MON Ki | CAN Ki  | EUR Ki | FRA 9  | GBR Ki | GER 7  | HUN Ki  | BEL 11 | ITA 9  | USA 11 | JPN 13 |     |     | 14.      | 5    |
| 2002 | Lucky Strike BAR Honda   | BAR 004       | Honda RA002E 3.0 V10          | AUS Ki | MAL Ki | BRA Ki | SMR Ki | ESP Ki | AUT Ki | MON Ki | CAN 8   | EUR 9  | GBR 5  | FRA Ki | GER Ki | HUN 12  | BEL 12 | ITA 6  | USA 12 | JPN Ki |     |     | 14.      | 3    |
| 2003 | Panasonic Toyota Racing  | Toyota TF103  | Toyota RVX-03 3.0 V10         | AUS Ki | MAL Ki | BRA Ki | SMR 9  | ESP Ki | AUT Ki | MON 13 | CAN 8   | EUR Ki | FRA 8  | GBR 11 | GER 5  | HUN Ki  | ITA Ki | USA Ki | JPN 10 |        |     |     | 15.      | 6    |
| 2004 | Panasonic Toyota Racing  | Toyota TF104  | Toyota RVX-04 3.0 V10         | AUS 13 | MAL 12 | BHR 9  | SMR 11 | ESP Ki | MON 8  | EUR 11 | CAN Kiz | USA 5  | FRA 15 | GBR Ki |        |         |        |        |        |        |     |     | 14.      | 6    |
| 2004 | Panasonic Toyota Racing  | Toyota TF104B | Toyota RVX-04 3.0 V10         |        |        |        |        |        |        |        |         |        |        |        | GER 14 | HUN 11  | BEL 8  | ITA Ki | CHN 14 | JPN 14 | BRA |     | 14.      | 6    |
| 2005 | Panasonic Toyota Racing  | Toyota TF105  | Toyota RVX-05 3.0 V10         | AUS    | MAL    | BHR    | SMR    | ESP    | MON    | EUR    | CAN     | USA    | FRA Tp | GBR    | GER    | HUN     | TUR    | ITA    | BEL    | BRA    | JPN | CHN | -        | -    |

Le Mans-i 24 órás autóverseny
| Év   | Csapat            | Autó                | Csapattárs       | Csapattárs     | Helyezés | Kiesés oka |
| ---- | ----------------- | ------------------- | ---------------- | -------------- | -------- | ---------- |
| 2008 | Team ORECA Matmut | Courage-ORECA LC70  | Marcel Fässler   | Simon Pagenaud | Kiesett  | Baleset    |
| 2009 | Team ORECA Matmut | ORECA 01            | Nicolas Lapierre | Soheil Ayari   | 5.       |            |
| 2010 | Team ORECA Matmut | Peugeot 908 HDi FAP | Nicolas Lapierre | Loïc Duval     | Kiesett  | Motorhiba  |
| 2011 | Team ORECA Matmut | Peugeot 908 HDi FAP | Nicolas Lapierre | Loïc Duval     | 5.       |            |

## Fordítás
- Ez a szócikk részben vagy egészben  az   Olivier Panis című angol Wikipédia-szócikk fordításán alapul.  Az eredeti cikk szerkesztőit annak laptörténete sorolja fel. Ez a jelzés csupán a megfogalmazás eredetét és a szerzői jogokat jelzi, nem szolgál a cikkben szereplő információk forrásmegjelöléseként.